# Grand Prix der Volksmusik 1986
Der erste Grand Prix der Volksmusik fand am 12. Juli 1986 in Wien (Österreich) statt. Vorbild des Wettbewerbs war der seit 1956 stattfindende Eurovision Song Contest auf dem Gebiet des Schlagers. Teilnehmerländer waren Deutschland, Österreich und die Schweiz. In jedem Land wurde zuvor bei verschiedenen Rundfunkstationen eine Vorentscheidung durchgeführt. Dabei wurden jeweils 5 Titel für das Finale ermittelt. Die 15 Titel der deutschen Vorentscheidung erschienen auch auf einer CD.
Das Finale wurde vom ORF im Rahmen einer Eurovisionssendung aus Wien übertragen und vom ZDF und der SRG übernommen. Moderatoren waren Carolin Reiber (Deutschland), Karl Moik (Österreich) und Sepp Trütsch (Schweiz). Die Startfolge der Titel und Länder war zuvor ausgelost worden. Nach Vorstellung der Titel ermittelten mehrere Jurys aus den Teilnehmerländern ihren Favoriten, wobei die Titel des eigenen Landes nicht bewertet werden durften.
Am Ende der Wertung stand Nella Martinetti als erste Siegerin des Grand Prix der Volksmusik fest. Ihr Lied Bella Musica hatte sie selbst komponiert und getextet.
Anders als beim Eurovision Song Contest sollte die nächste Veranstaltung jedoch nicht im Land des Siegers stattfinden. Als Austragungsort des Grand Prix der Volksmusik 1987 wurde Dortmund festgelegt.

## Die Rangliste beim Grand Prix der Volksmusik 1986
| Startnr.          | Land              | Interpret                                     | Titel                                | Platz                       | Punkte                      |
| ----------------- | ----------------- | --------------------------------------------- | ------------------------------------ | --------------------------- | --------------------------- |
| 12                | CH                | Nella Martinetti                              | Bella Musica                         | 01.                         | 217                         |
| 05                | D                 | Winfried Stark und die Original Steigerwälder | Wir gratulieren                      | 02.                         | 206                         |
| 01                | A                 | Tiroler Nachtschwärmer                        | Beschwingt geht’s los                | 03.                         | 201                         |
| 07                | A                 | Kitzbüheler Dirndl und das Hahnenkamm-Trio    | Du i möcht dir gern Dankeschön sagen | 04.                         | 190                         |
| 08                | D                 | Lubomir und seine Goldene Trompete            | San Bernadino (instr.)               | 05.                         | 189                         |
| 15                | CH                | Dorfspatzen Oberägeri                         | Es ist so schön auf dieser Welt      | 06.                         | 185                         |
| 10                | A                 | Anni Jäger                                    | Aber am schönsten ist es zu Hause    | 07.                         | 172                         |
| 06                | CH                | Beny Rehmann                                  | Alphorn-Jodler                       | 08.                         | 169                         |
| 13                | A                 | Stoakogler Trio                               | Die drei Bazi                        | 09.                         | 167                         |
| 03                | CH                | Coro Alpeste                                  | Le Scarpette                         | 10.                         | 166                         |
| 02                | D                 | Marianne & Michael                            | Heute ist Tanz                       | 11.                         | 154                         |
| 11                | D                 | Heino                                         | Lieder der Berge                     | 12.                         | 121                         |
| 04                | A                 | Greimel Dirndl und Gerald                     | Der alte Schaukelstuhl               | 13.                         | 120                         |
| 09                | CH                | D’Ländlerkönige                               | D’Ländler Ysebahn                    | 14.                         | 117                         |
| 14                | D                 | Maria und Margot Hellwig                      | Der Kaiser von Tirol                 | 15.                         | 098                         |
| Veranstaltungsort | Veranstaltungsort | Stadthalle Wien, Österreich                   | Stadthalle Wien, Österreich          | Stadthalle Wien, Österreich | Stadthalle Wien, Österreich |

Die 10 Titel aus Deutschland, die nicht das Finale erreicht hatten, waren:
- Der Freund von meiner Tochter ist ein Preuß, Max Grießer
- Der Zaubersee, Uschi Bauer
- Ein Schotte in Berlin, Berlin Tattoo, Solo Pipe: Michael Korb (Musik: Uli Roever)
- Heimat ist …, Ludwig Baumann (Musik: Walter Geiger, Text: Wolfgang Hofer)
- Hintertupfing, Lydia Huber (Musik: Ralph Siegel, Text: Bernd Meinunger)
- Hopser, Fritz-Weisser-X-tett
- Ick liebe Berlin, Barbara Schöne (Musik: Alexander Gordan, Text: Heike Bubenheim)
- Jan Hinrich fährt wieder hinaus, Peter Schmiedel (Musik: Wilhelm Weglehner, Text: Ben Brocker)
- Mir zuliebe, Dir zuliebe, Moldau-Mädel
- Nur ein kleiner Blick, Pat und Paul (Musik + Text: Manfred Onnen)